# Sclerographium aterrimum
Sclerographium aterrimum är en svampart som beskrevs av Berk. 1854. Sclerographium aterrimum ingår i släktet Sclerographium, divisionen sporsäcksvampar och riket svampar.   Inga underarter finns listade i Catalogue of Life.